# NGC 2536
NGC 2536 је спирална галаксија у сазвежђу Рак која се налази на NGC листи објеката дубоког неба.
Деклинација објекта је + 25° 10' 47" а ректасцензија 8h 11m 16,1s. Привидна величина (магнитуда) објекта NGC 2536 износи 14,1 а фотографска магнитуда 14,8. NGC 2536 је још познат и под ознакама MCG 4-20-5, CGCG 119-9, VV 9, KCPG 156B, ARP 82, KUG 0808+253B, PGC 22958.